# Yuto Nagatomo
Yuto Nagatomo (長友 佑都, Nagatomo Yūto, Saijo, 12 september 1986) is een Japanse voetballer die doorgaans als linksback speelt. Nagatomo debuteerde in 2008 in het Japans voetbalelftal, waarvoor hij daarna meer dan honderd interlands speelde.

## Clubcarrière
Voordat Nagatomo naar Europa vertrok, speelde hij bij FC Tokyo. Met deze club won hij in 2009 de J.League Cup. In juli 2010 tekende Nagatomo een contract op huurbasis bij AC Cesena, een club die uitkomt in de Italiaanse Serie A. Voor zijn vertrek hield hij een afscheidsspeech voor 25.000 fans van FC Tokyo. In januari 2011 tekende hij een vast contract bij Cesena, om vervolgens direct te worden uitgeleend aan Inter Milaan. Hij was de eerste Japanner die uitkwam voor de club uit Milaan. Hij speelt het liefst met rugnummer 5, maar omdat dat nummer al vergeven was aan Dejan Stanković, nam hij rugnummer 55. Nagatomo maakte zijn debuut voor Inter op 6 februari 2011, in een wedstrijd tegen AS Roma, toen hij inviel voor Wesley Sneijder. Een maand later scoorde hij zijn eerste doelpunt voor Inter, in een met 5-2 gewonnen wedstrijd tegen Genoa CFC. Na het seizoen kreeg hij een vast contract bij Inter.

## Interlandcarrière
Nagatomo debuteerde op 24 mei 2008 in het Japans voetbalelftal in de wedstrijd tegen Ivoorkust. Datzelfde jaar werd hij opgenomen in de selectie voor de Olympische Zomerspelen. Japan werd echter al in de groepsfase uitgeschakeld. Op het wereldkampioenschap voetbal van 2010, waar Nagatomo alle wedstrijden voor Japan speelde, werd Japan uitgeschakeld in de eerste knock-outronde door Paraguay. Meer succes met het nationale elftal had hij in 2011, toen de Azië Cup werd veroverd.

## Statistieken

### Clubs
| Seizoen | Club             | Competitie | Duels | Doelp. |
| ------- | ---------------- | ---------- | ----- | ------ |
| 2007    | FC Tokyo         | J1 League  | 0     | 0      |
| 2008    | FC Tokyo         | J1 League  | 29    | 3      |
| 2009    | FC Tokyo         | J1 League  | 31    | 1      |
| 2010    | FC Tokyo         | J1 League  | 12    | 1      |
| 2010/11 | → AC Cesena      | Serie A    | 16    | 0      |
| 2010/11 | AC Cesena        | Serie A    | 0     | 0      |
| 2010/11 | → Internazionale | Serie A    | 13    | 2      |
| 2011/12 | Internazionale   | Serie A    | 35    | 2      |
| 2012/13 | Internazionale   | Serie A    | 25    | 0      |
| 2013/14 | Internazionale   | Serie A    | 34    | 5      |
| 2014/15 | Internazionale   | Serie A    | 14    | 0      |
| 2015/16 | Internazionale   | Serie A    | 22    | 0      |
| 2016/17 | Internazionale   | Serie A    | 16    | 0      |
| 2017/18 | Internazionale   | Serie A    | 11    | 0      |
| 2017/18 | → Galatasaray    | Süper Lig  | 15    | 0      |
| 2018/19 | Galatasaray      | Süper Lig  | 10    | 0      |
| Totaal  | Totaal           | Totaal     | 283   | 14     |

### Interlands
| Japans voetbalelftal | Japans voetbalelftal | Japans voetbalelftal |
| Jaar                 | Wed.                 | Dlp.                 |
| -------------------- | -------------------- | -------------------- |
| 2008                 | 7                    | 1                    |
| 2009                 | 11                   | 2                    |
| 2010                 | 16                   | 0                    |
| 2011                 | 10                   | 0                    |
| 2012                 | 10                   | 0                    |
| 2013                 | 12                   | 0                    |
| 2014                 | 10                   | 0                    |
| 2015                 | 10                   | 0                    |
| 2016                 | 5                    | 0                    |
| 2017                 | 10                   | 0                    |
| 2018                 | 8                    | 0                    |
| 2019                 | 12                   | 1                    |
| Totaal               | 122                  | 4                    |

## Erelijst
| Competitie     |          |                  |          |          |
| Competitie     | Aantal   | Jaren            |          |          |
| FC Tokyo       | FC Tokyo | FC Tokyo         | FC Tokyo | FC Tokyo |
| -------------- | -------- | ---------------- | -------- | -------- |
| J.League Cup   | 1x       | 2009             |          |          |
| Internazionale |          |                  |          |          |
| Coppa Italia   | 1x       | 2010/11          |          |          |
| Galatasaray    |          |                  |          |          |
| Süper Lig      | 2x       | 2017/18, 2018/19 |          |          |
| Japan          |          |                  |          |          |
| Azië Cup       | 1x       | 2011             |          |          |